# 选举计数法
选举计数法（Electoral Count Act）是一部1887年通過的美国联邦法律，這部法律规定了美国总统选举后美国国会计算选举人票的程序。該法出台背景是1876年美國總統選舉中美國的幾個州提交了有爭議的選民名單，且當時分裂的國會在幾個星期內都無法解決僵局。
该法旨在尽量减少国会对选举争端的参与，而将解决争端的主要责任交给各州。该法规定了各州在解决争端、核证选举结果和将选举结果送交国会时应遵循的程序和最后期限。